# フューネラル・ミスト
フューネラル・ミスト (Funeral Mist) は、1993年にスウェーデンで結成されたブラックメタルバンド。映画のワンシーンをサンプリングする手法が特徴的。バンド形式での活動は2003年までで、それ以降はアリオクのソロプロジェクトとなっている。

## メンバー
- アリオク (Arioch) ：ボーカル、ギター、ベース (1994-)

1977年4月26日生まれ。スウェーデン出身。マーダックではヴォーカリストとして活躍している。ホーリー・ポイズン・デザイン (Holy Poison Design)というグラフィックデザイン会社も経営している。
当初は、ベーシストとして加入した。
ちなみに、Ariochはヘブライ語で獰猛な獅子の意。

### 旧メンバー
- タイフォス (Typhos)：ギター、ボーカル (1993-1995)
- ヴィントラス (Vintras)：ギター (1993-1995)
- ナカシュ (Nachash)：ギター (1996-2003)
- ヴェリオン (Velion)：ドラムス (1993-1995)
- ネクロモーブス (Necromorbus)：ドラムス (1996-2003)

## 略歴
1993年の秋に活動を開始した。当初のメンバーは、タイフォス (G, Vo)、ヴィントラス (G)、ヴェリオン (Ds)の3名。アリオクは1994年の夏にベーシストとして加入するため、この当時はまだ参加していなかった。1995年に2枚のデモ『Promo '95』と『Darkness』をリリース。
1996年、アリオク以外のメンバーは脱退してしまったため、新しく加入したドラマーのネクロモーブスが加入。デモ『Havoc』を発表した。その後、ギタリストのナカシュ (G)が加入。1998年、1stEP『Devilry』をスウェーデンのシャドウ・レコードからリリース。2003年、1stアルバム『Salvation』をフランスのノルマ・エヴァンゲリウム・ディアボリからリリース。この年、アリオク以外のメンバーが脱退し、以降はアリオクのソロプロジェクトとして活動を継続することとなる。
2005年、1stデモ『Devilry』がノルマ・エヴァンゲリウム・ディアボリから再発された。この再発盤には、ボーナストラックとして3rdデモ『Havoc』の音源が追加収録された。2009年、2ndアルバム『Maranatha』がリリースされる。2013年に、1stEPと2枚のアルバムのボックスセットとして『Trisagion』をレコード盤限定でリリース。2018年に3rdアルバム『Hekatomb』をリリースした。

## 音楽的特徴と思想
所属レーベルであるノルマ・エヴァンゲリウム・ディアボリはFuneral Mistの音楽的特徴を「暴力的であり、カオティック、そして音楽的に異様」だと評している。また、映画のサンプリングが曲中に配されるのも特徴の一つである。たとえば『Devilry』収録の「The God Supreme」ではアンドリュー・G・ヴァイナ監督の「迷信～呪われた沼～」(Superstition)からのセリフが引用されている。
歌詞は悪魔崇拝をテーマにしており、しばしば欽定訳聖書からの引用が行われる。『Maranatha』収録の「Blessed Curse」では詩編、ヨハネの黙示録、エレミヤ書、申命記からの引用が多数行われている。また、アリオクは「ブラックメタルバンドを標榜するバンドはいつもサタニズムを信条としていなければならない。それも個人的な生活の中だけではなく、自分たちの音楽やコンセプトの中でも最も優先的なものとして、だ。ヴォーカルや楽器のサウンド、音楽のスタイルがブラックメタルバンドを作り上げるわけじゃない。」と述べている。

## ディスコグラフィー

### オリジナルアルバム
- 2003年 Salvation

イングマール・ベルイマン監督の第七の封印からの引用が多い。
- 2009年 Maranatha

Living Templeでは押井守監督の映画GHOST IN THE SHELL / 攻殻機動隊の音楽が、Anti-Flesh Nimbusではバルカン半島にいたロマ少数民族の伝統民謡Ederleziがサンプリングされている。Jesus Saves!ではドイツのプログレッシブ・ロックグループPopol VuhのThrough Pain to Heavenが使われている。この曲は西ドイツのホラー映画ノスフェラトゥで使われていた曲である。
- 2018年 Hekatomb
- 2021年 Deiform

### EP
- 1998年 Devilry

The God Supreme冒頭のセリフは「I AM THE DAUGHTER OF SATAN, HE IS MY LORD AND SALVATION. HE WILL PROTECT ME, HE WILL BRING YOU ALL TO DEATH」。

### デモ
- 1995年 Promo '95
- 1995年 Darkness
- 1996年 Havoc